# Mikhail Nemirovsky
Mikhail Nemirovsky (russisch Михаил Немировский/Michail Nemirowski; * 30. September 1974 in Odessa, Ukrainische SSR) ist ein ehemaliger deutsch-ukrainischer Eishockeyspieler und derzeitiger -trainer.

## Karriere
Nemirovsky begann seine Karriere 1992 in Russland beim HK Spartak Moskau. Dort war er bis 1994 aktiv, ehe er während der Saison 1993/94 nach Nordamerika in die kanadische Juniorenliga Ontario Hockey League zu den Newmarket Royals wechselte. Für die Royals absolvierte er sechs Saisonspiele und erzielte dabei zwei Scorerpunkte. Im Sommer 1994 wechselte er in die East Coast Hockey League zu den Tallahassee Tiger Sharks, verließ den Klub allerdings wenig später wieder und schloss sich dem Ligakonkurrenten Hampton Roads Admirals, wo er die laufende Spielzeit 1994/95 beendete. Die Saison 1995/96 verbrachte Nemirovsky bei den Flint Generals in der International Hockey League. Der Flügelspieler gehörte dort zu den besten Angreifern seines Teams und erzielte in insgesamt 79 Spielen 96 Punkte. Im Jahr 1996 unterschrieb er zunächst einen Vertrag bei den Fort Wayne Komets, ehe er den Verein nach 16 Einsätzen in der IHL verließ und in die American Hockey League zu den Fredericton Canadiens, dem damaligen Farmteam der Canadiens de Montréal aus der National Hockey League, wechselte. Der Linksschütze trug allerdings nur sieben Mal das Trikot Fredericton Canadiens und war anschließend stattdessen für Madison Monsters und erneut die Flint Generals aktiv. In seinen bisherigen sechs Jahren als Eishockeyprofi war Nemirovsky bereits für acht verschiedene Teams tätig.
Bis 2001 ging er für weitere zehn Eishockeyklubs aufs Eis, darunter unter anderem für die Charlotte Checkers und die El Paso Buzzards sowie ein weiteres Mal die Flint Generals. Während der Saison 1998/99 war Nemirovsky zudem in der britischen Ice Hockey Superleague aktiv, wo er 19 Mal die Schlittschuhe für die Bracknell Bees schnürte und dabei neun Mal punkten konnte. Im Sommer 2001 schloss er sich den Ratinger Ice Aliens an, die damals in der Oberliga spielten. Auch dort war Nemirovsky nur die Hälfte der Saison aktiv und wechselte später innerhalb der Liga zum ESV Bayreuth, wo er die Spielzeit beendete. Zwischen 2002 und 2004 stand er beim ERV Schweinfurt unter Vertrag. Dies war zugleich mit zwei Jahren sein längster Aufenthalt bei einem Eishockeyverein in seiner Karriere. In Schweinfurt gehörte er zu den besten Stürmern der Oberliga und erzielte in insgesamt 107 Ligapartien 186 Scorerpunkte erzielte. Nachdem sein Vertrag beim ERV ausgelaufen war, kehrte er nach zehn Jahren in seine russische Heimat zurück und spielte dort für neun Partien in der Superliga beim HK Sibir Nowosibirsk.
Noch während der Spielzeit 2004/05 kehrte er jedoch nach Deutschland zurück und gehörte folglich zum Team der Hannover Scorpions aus der Deutschen Eishockey Liga. Bei den Scorpions konnte er sich allerdings nicht durchsetzen und verließ den Klub in Richtung England, wo er für die Nottingham Panthers aktiv war. Zur Saison 2005/06 unterschrieb er einen Vertrag bei den Dresdner Eislöwen und konnte dort durch 54 Scorerpunkte in 61 Spielen überzeugen. Anschließend wechselte er in der darauffolgenden Spielzeit zum Oberliga-Aufsteiger ETC Crimmitschau, mit dem er den Klassenerhalt in der 2. Bundesliga nach vier Siegen in den Play-downs gegen den ESV Kaufbeuren sichern konnte. Nachdem er in der Saison 2007/08 für den ERV Schweinfurt und in der Saison 2008/09 für die Hannover Indians und die Heilbronner Falken gespielt hatte, entschloss er sich im Sommer 2009 in die Asia League Ice Hockey zu wechseln. Dort spielte er für den Kooperationspartner der San Jose Sharks, die China Dragon aus Shanghai. 
Anfang Dezember 2009 kehrte er wieder nach Deutschland zurück und hielt sich zunächst im Training des Oberligisten EHC Dortmund fit. Dort konnte er sich, nachdem zwei der drei Dortmunder Kontingentspieler ausfielen und einer angeschlagen war, für einen Vertrag empfehlen. Ab der Saison 2010/11 stand er wieder für den ERV Schweinfurt auf dem Eis und war dort bis 2014 aktiv. Anschließend war Nemirovsky in den folgenden sechs Jahren als Spielertrainer beim EC Bad Kissingen tätig, ehe er im Februar 2020 vom Oberligisten Höchstadter EC verpflichtet wurde. Den HEC trainierte er bis zum Oktober 2024, ehe er vom EHC Freiburg aus der DEL2 aus seinem laufenden Vertrag herausgekauft wurde. Dort wurde er Ende Januar 2025 von seinen Aufgaben freigestellt.

## Karrierestatistik
(Legende zur Spielerstatistik: Sp oder GP = absolvierte Spiele; T oder G = erzielte Tore; V oder A = erzielte Assists; Pkt oder Pts = erzielte Scorerpunkte; SM oder PIM = erhaltene Strafminuten; +/− = Plus/Minus-Bilanz; PP = erzielte Überzahltore; SH = erzielte Unterzahltore; GW = erzielte Siegtore; 1 Play-downs/Relegation; Kursiv: Statistik nicht vollständig)